# Automatikk
Automatikk egy török származású Rap-duó Nürnbergből. Egy török testvérpár, amelynek tagjai
Rokko81(polgári nevén:Ayhan Gökgöz) és Attilah78(polgári nevén:Gökhan Gökgöz).Jelenleg a berlini
Murderbass kiadónál vannak.

## Biográfia
Debütáló albumuk 2002-ben jelent meg "Klick Klack" néven, amelyen németül és angolul és rappelnek.
Ezt követte 2004-ben a "Wir Fikken Alles" album.Ezen az albumon többek között olyanokkal rappelnek
mint például: Sido, Massiv, vagy Bass Sultan Hengzt.

## Diszkográfia

### Albumok
- 2002: Klick Klack
- 2004: Wir fikkken alles
- 2006: Wir fikken immer noch alles (indiziert seit 31. Oktober 2006 auf Liste A)
- 2008: Jenseits von Eden
- 2009: Illegal

### DVD-k
2006: Berlin bleibt hart Tour DVD

### Egyebek
- 2005: Kein Mann (Titel gegen Bushido)
- 2006: Bis(s) in den Tod (Juice-Exclusive auf Juice-CD #61)
- 2007: Bis die Straße brennt (Titel gegen Bushido)
- 2008: Blut, Schweiß & Tränen! (Freetrack)
- 2008: Überdosis (Freetrack)
- 2008: Strassenhymne (Juice-Exclusive auf Juice-CD #85)
- 2010: Suchen und Zerstören (feat. Veritas, Rasheed & Betonuzi) (Freetrack)
- 2010: Lasst uns alle ficken (feat. Kralle & Fucking Fella) (Freetrack)
- 2010: Halt die Fresse 3 Allstars